# Liburnascincus mundivensis
Espèce
Synonymes
- Heteropus vertebralis De Vis, 1888
- Lygosoma mundivensis Broom, 1898
- Lygosoma waitei Zietz, 1920
- Carlia mundivensis (Broom, 1898)

Liburnascincus mundivensis est une espèce de sauriens de la famille des Scincidae.

## Répartition
Cette espèce est endémique du Queensland en Australie.

## Étymologie
Son nom d'espèce, composé de mundiv et du suffixe latin -ensis, « qui vit dans, qui habite », lui a été donné en référence au lieu de sa découverte, Mundiva, le nom aborigène de la crique Muldiva.

## Publication originale
- Broom, 1898 : On the lizards of the Chillagoe District, N Queensland. Proceedings of the Linnean Society of New South Wales, vol. 22, p. 639-645 (texte intégral).